# Bandera de Georgia
La bandera de Georgia, conocida como la "bandera de las cinco cruces", es uno de los símbolos oficiales del país desde el 14 de enero de 2004, tras quinientos años en desuso. Fue el emblema del Reino de Georgia durante la Edad Media. Es una bandera de color blanco con una cruz roja en su parte central que la divide en cuadrantes y con cuatro pequeñas cruces rojas, una por cada cuadrante. Las proporciones entre el alto y el largo de la bandera son de 2:3.
La bandera del estado soberano de Georgia es la segunda más antigua del mundo después de la bandera de Dinamarca.

## Historia

Bandera de Georgia (1918-1921, 1991-2004)

### 1918-1921, 1991-2004
Durante la existencia de Georgia como Estado independiente desde 1918 hasta 1921, se empleó la bandera tricolor. Era una bandera de color rojo burel (rojo óxido) con dos franjas, de color negro la superior y blanco la inferior, situadas en el cuadrante superior más cercano al mástil. El diseño fue obra de Jakob Nikoladze, un pintor que resultó elegido en un concurso convocado al efecto. Esta bandera fue abolida por la Unión Soviética en 1921. Obtenida de nuevo la independencia, fue recuperada por el Consejo Supremo de la República de Georgia como símbolo nacional el 9 de abril de 1991, pero fue perdiendo popularidad entre la población al estar vinculada con la caótica situación política y social en la que quedó inmersa Georgia después de su independencia de la Unión Soviética.

### RSS de Georgia (1921-1991)

Bandera de la República Socialista Soviética de Georgia (1921-1990)

Durante el período en que Georgia formó parte de la Unión Soviética, se adoptaron, como emblema, varias versiones de la bandera de la Unión Soviética en las que se aprecia incorporada su denominación oficial República Socialista Soviética. La última versión fue una bandera roja con una franja horizontal azul cercana al borde superior de la bandera, con una figura de sol azul situada en el cuadrante superior más cercano al mástil. En el interior del sol azul figuraban una hoz, un martillo y una estrella rojos. Esta bandera fue adoptada en 1951 y estuvo vigente hasta la independencia del país en abril de 1991.

### Actual (s.XII-?; 2004-presente)
La existencia de la "bandera de las cinco cruces" está documentada desde el siglo XIII. El elemento central de la bandera es la cruz de San Jorge que es considerado patrón de Georgia y también figura en la bandera de Inglaterra y en la bandera de Almería. Según el erudito georgiano Giorgi Gabeskiria, probablemente las cuatro cruces pequeñas de la bandera se remontan al reinado de Jorge V de Georgia (apodado "el Brillante" o "el Espléndido"), monarca que logró expulsar a los mongoles. Con el paso del tiempo se fueron introduciendo algunas modificaciones, como el diseño de las pequeñas cruces, que se convirtieron en una variante de las que figuran en la cruz de Jerusalén, símbolo usado por los cruzados.
La bandera cayó en desuso durante la Edad Media. Después de la independencia de Georgia de la Unión Soviética en 1991 fue recuperada por el nacionalismo georgiano. Ocho años más tarde una mayoría de georgianos, incluyendo al patriarca de la Iglesia ortodoxa de Georgia, apoyaron la restauración del antiguo emblema del Reino de Georgia y en el parlamento el proyecto de ley para modificar la bandera superó todos los trámites, aunque no llegó a entrar en vigor por la negativa del presidente Eduard Shevardnadze a sancionar la norma. Después de la negativa del presidente a recuperar "La bandera de las cinco cruces", ésta fue adoptada como símbolo del principal partido de la oposición, el Movimiento Nacional Unido, liderado por Mijeíl Saakashvili y su uso representó el rechazo a Shevardnadze.
La "bandera de las cinco cruces" fue declarada símbolo nacional el 14 de enero de 2004 y fue aprobada formalmente a través de un decreto presidencial promulgado por Saakashvili el 25 de enero, tras su elección como presidente de Georgia. La adopción de la bandera de un partido político como emblema nacional no estuvo exenta de controversia, y no faltaron voces que cuestionaron el carácter democrático de esta decisión.[cita requerida]

## Otras banderas

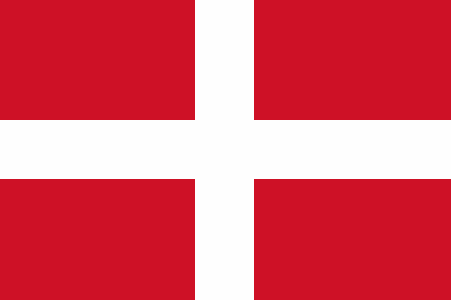
Bandera del Ejército de Tierra.
Bandera de la Armada y Pabellón de Proa.
Bandera de la Fuerza Aérea Militar.
Bandera de la Guardia Nacional
Estandarte presidencial

## Banderas históricas

Bandera adjudicada del Reino de Abjasia (c. 1008 ) y al Reino de Georgia (c. 1008? ), de dudosa veracidad.
Bandera del Principado de Iberia (c. 1008 )
Estandarte real del Reino de Artsaj (1214-1261)
Bandera del Reino de Georgia (c. siglo XII)
Bandera de la Federación Transcaucasica (1918)
Bandera de la República Democrática de Georgia (1918-1921)
Bandera de la RSFS de Transcaucasia
Bandera de la RSS de Georgia (1921-1922)
Bandera de la RSS de Georgia (1922-1937)
Bandera de la RSS de Georgia (1937-1951)
Bandera de la RSS de Georgia (1951-1990)
Bandera de la RSS de Georgia (1990-1991) y de Georgia (1991-2004)